# Schloss Brüggen
Schloss Brüggen ist ein Schloss in Brüggen im Landkreis Hildesheim in Niedersachsen. Friedrich II. von Steinberg ließ es 1693 im Stil des Barock erbauen. Vorgängeranlagen waren ein vermutlich befestigter ottonischer Königshof sowie ein mit einem Wassergraben umgebenes Herrenhaus.

## Beschreibung

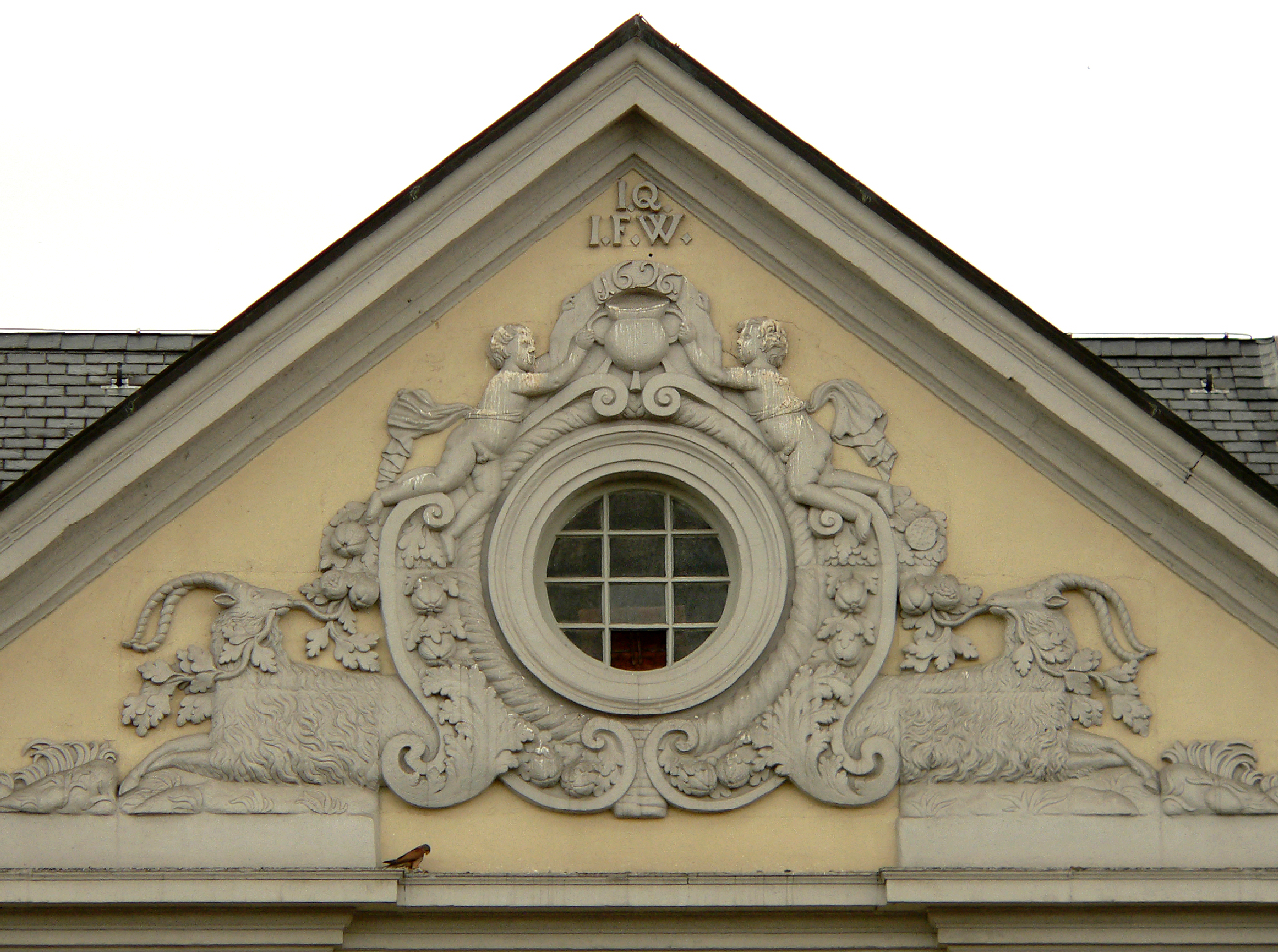
Giebelbereich des Risalits mit Wappendarstellungen

Das Schloss wurde im Auftrag von Friedrich II. von Steinberg (* 1651; † 1716) von 1686 bis 1693 nach einem Entwurf von Johann Balthasar Lauterbach durch den späteren herzoglichen Landbaumeister Hermann Korb als Bauleiter errichtet. Zu der Schlossanlage gehören der Schlossbau, das Torhaus von 1714, die Schlosskapelle von 1706 mit Familiengruft, der 44.000 m² große Schlosspark sowie Wirtschaftsgebäude des Gutshofes aus der Zeit zwischen 1693 und 1716. Um 1800 kam ein Kavalierhaus hinzu. Die Bauten bilden einen fast quadratischen Innenhof. Im Torhaus befanden sich früher das Gericht und Gefängniszellen. Der Schlossbau verfügt über ein Erdgeschoss, ein Hauptgeschoss und ein darüber liegendes Mezzanin mit quadratischen Fenstern. Das Walmdach ist mit Schiefer gedeckt. Die Gebäudelängsseiten haben 11 Achsen und die Schmalseiten fünf Achsen. Zum Hof hin springt in der Gebäudemitte ein giebelbekrönter Risalit vor. Ein Rundfenster im Giebelbereich ist von Zierrat in Form zweier liegender Steinböcke als Wappentiere derer von Steinberg umgeben. Darüber sind Putten zu erkennen, die einen Grapen als Wappenemblem der Ehefrau des Erbauers, Gertrud Luise von Grapendorf, halten.

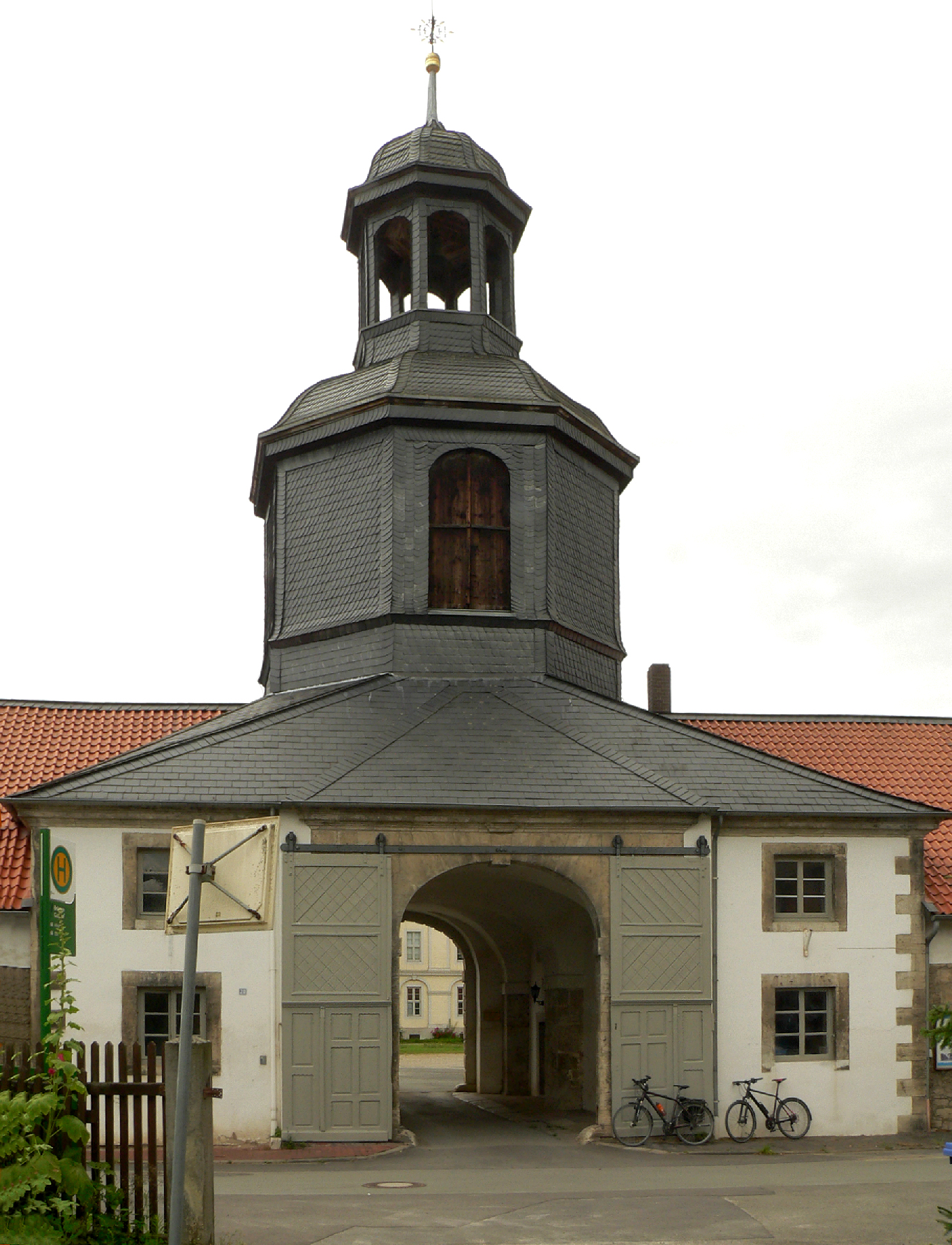
Torhaus mit Einfahrt
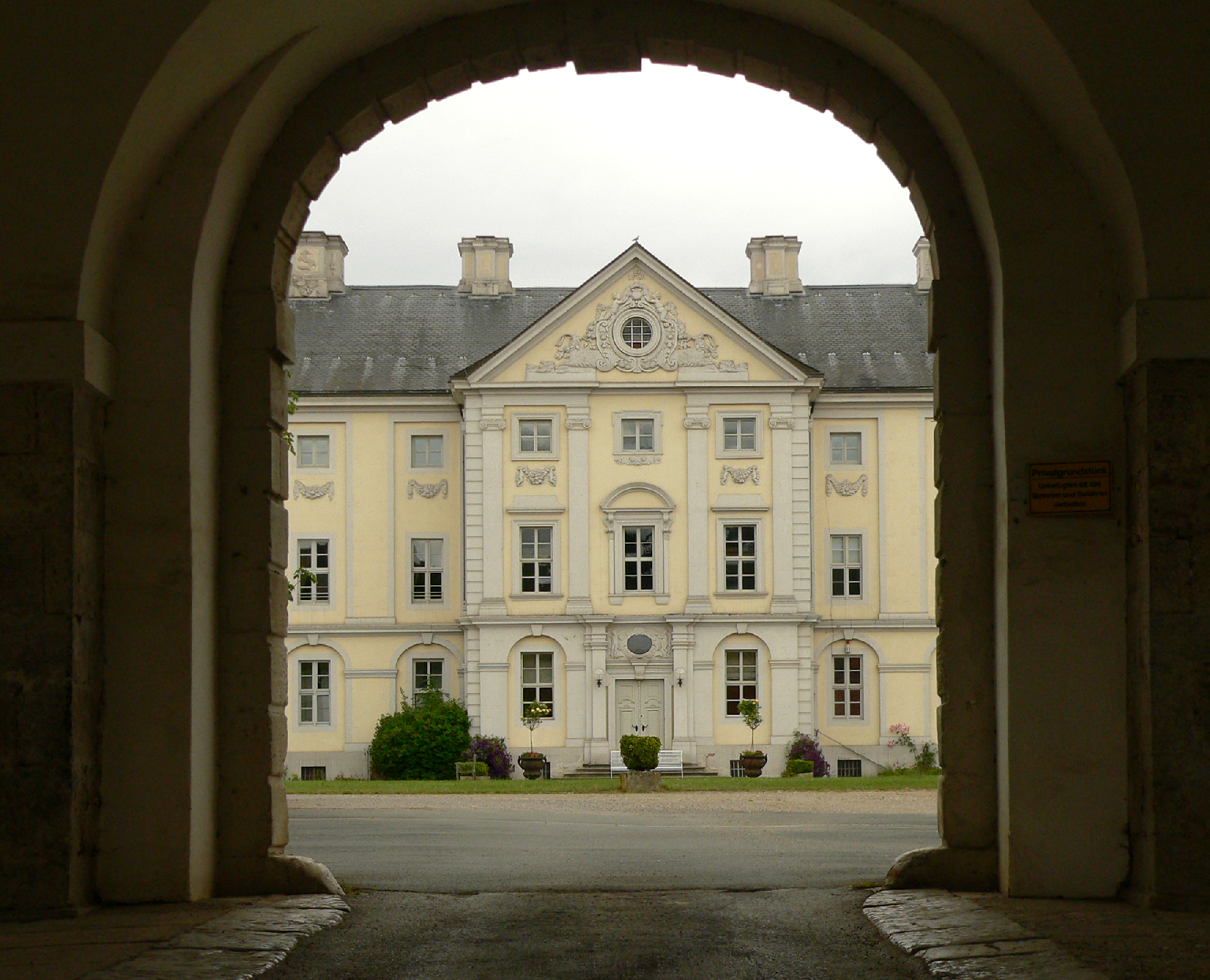
Blick durch die Einfahrt zum Schlossbau
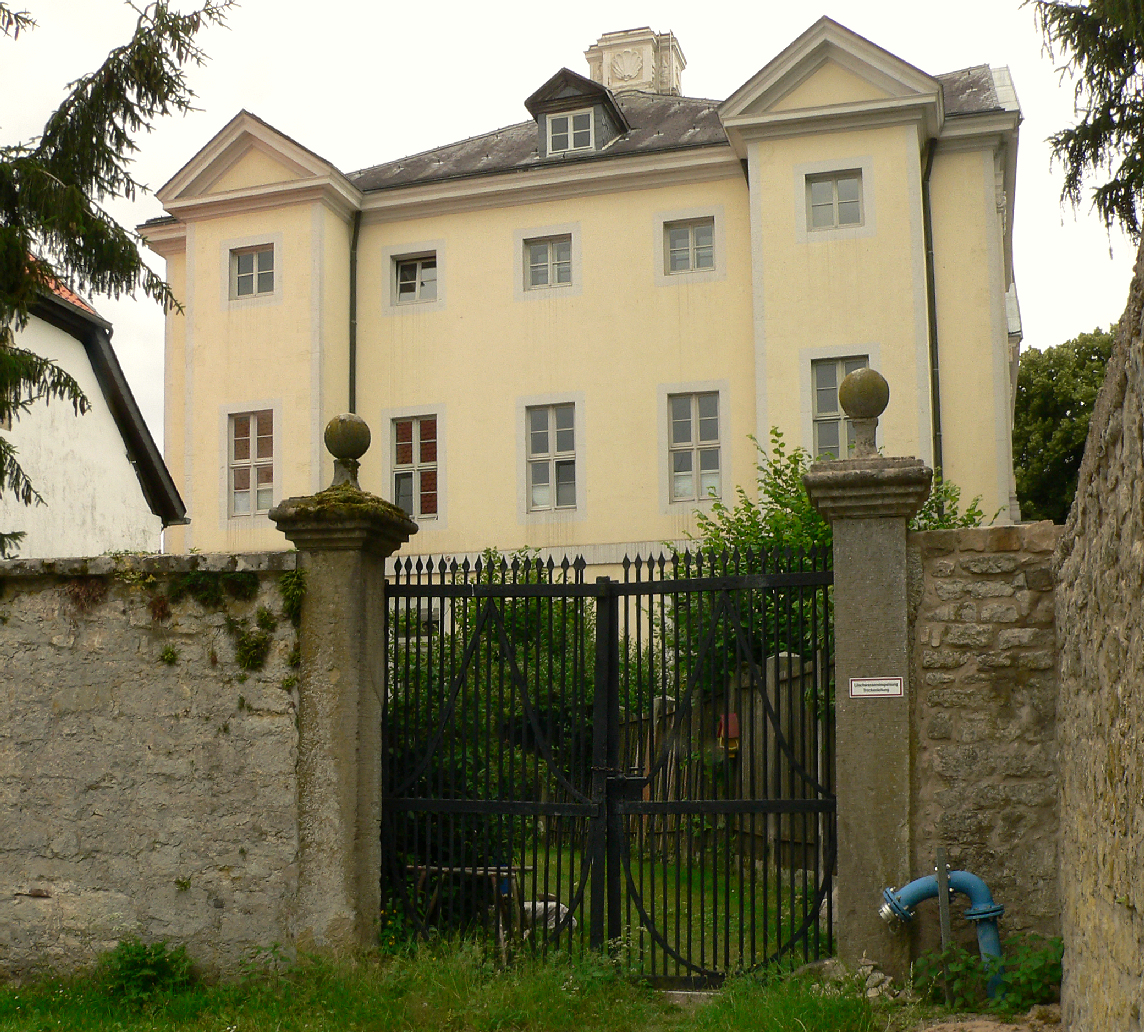
Seitenansicht des Schlossbaus
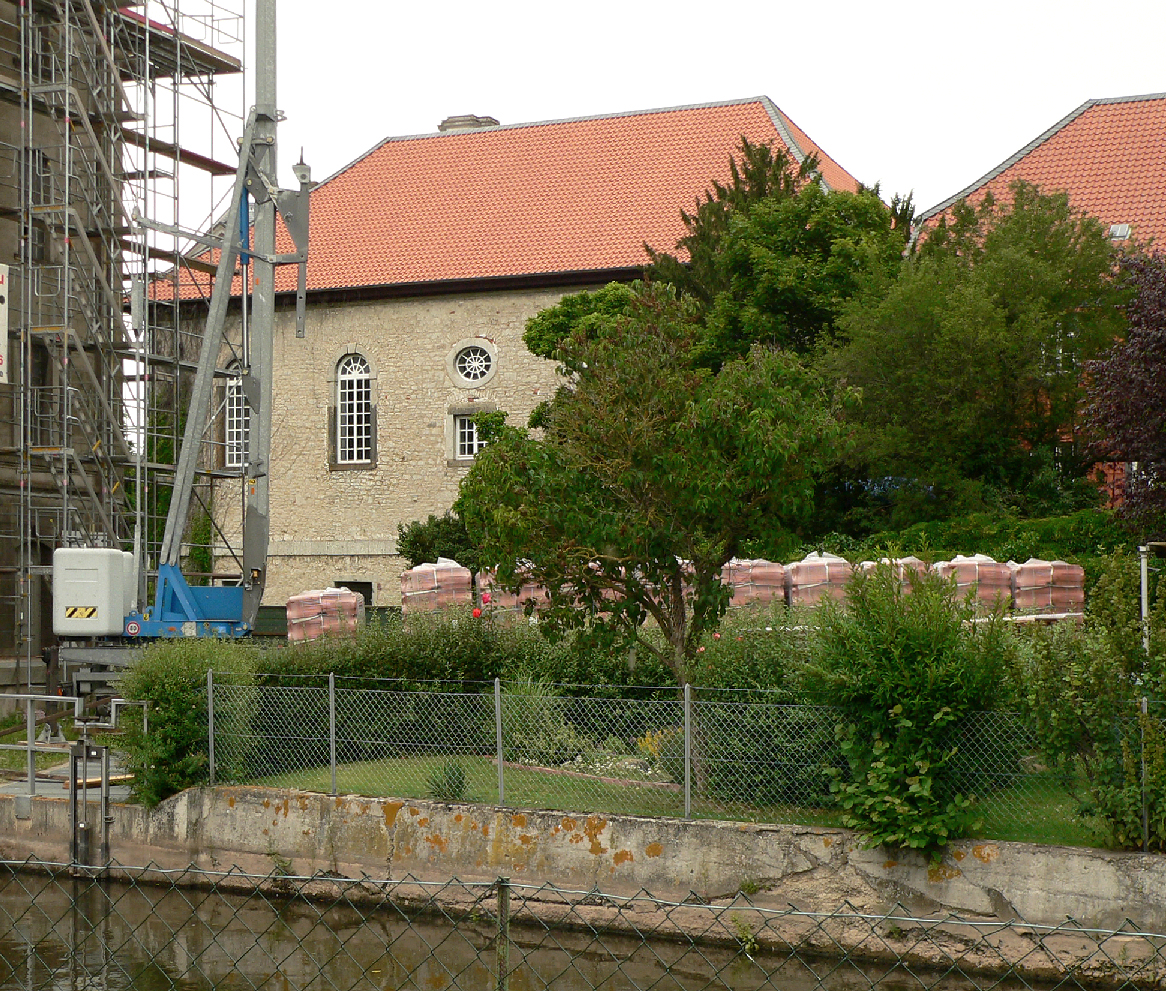
Schlosskapelle

## Geschichte
Erstmals urkundlich erwähnt wird das Krongut Brüggen 936, als sich König Otto I. in seinem ersten Regierungsjahr dort aufhielt und der Stadt Utrecht das Münzrecht verlieh. Weitere Aufenthalte sind für die Jahre 954, 961 und 965 bezeugt. Brüggen war Rastort auf dem Weg zu den Pfalzen Dahlum und Werla. 997 schenkte Otto III. Gut und Ort Brüggen dem Stift Essen, von dem es Im 11. Jahrhundert an das Reichsstifts Gandersheim gelangte. Unter dessen Herrschaft blieb das Gut bis 1803. 1207 zählte Papst Innozenz III.  „die Burg in Brüggen“ zu den Besitzungen des Stifts. Von 1226 bis 1492 saßen nach Brüggen benannte Gandersheimer Ministeriale auf der Burg. Die seit 1409 im Ort nachzuweisenden Herren von Steinberg erhielten Brüggen 1496 zum Lehen. 1515 errichteten die Brüder Burchard und Konrad von Steinberg ein von einem Wassergraben umgebenes Herrenhaus.
1911 nach dem Tod von  Ernst von Steinberg ging das Gut an seine Tochter Gräfin Jutta über. Durch ihre seit 1905 bestehende Ehe mit Burghard von Cramm kam das Gut in Crammschen Besitz. Seither gehört es der Familie von Cramm-Steinberg. Auf dem Schloss verbrachte der so genannte Tennis-Baron Gottfried von Cramm einen Großteil seiner Jugend. Er feierte hier in den 1950er Jahren mit großem Aufwand seine Hochzeit mit der Woolworth-Erbin Barbara Hutton. 1992 wurde die Schlossanlage renoviert.